# Église de la Sainte-Famille du Pré-Saint-Gervais
L'église de la Sainte-Famille est une église catholique située rue Paul-de-Kock au Pré-Saint-Gervais, en France.

## Localisation
L'église est située dans le département français de la Seine-Saint-Denis et la commune du Pré-Saint-Gervais.

## Historique

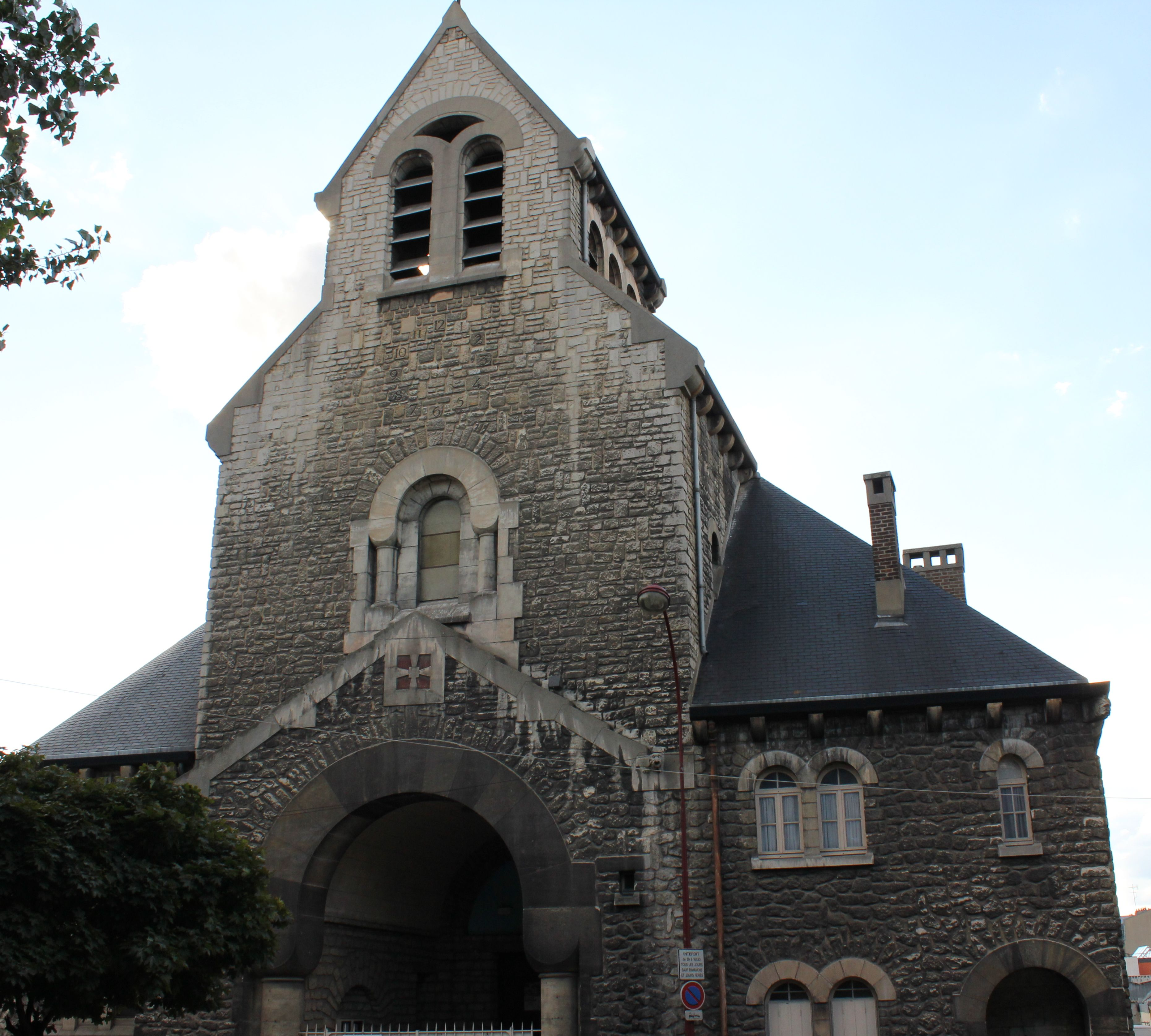
Église de la Sainte-Famille, façade.

Vers 1900, la décision d'une nouvelle construction fut prise pour remplacer l'ancienne chapelle Saint-Gervais-Saint-Protais, située rue André-Joineau et qui, prévue pour 600 habitants lors de sa construction en 1825, est trop exigüe pour une ville de 14 000 âmes. L’abbé Lavalle, curé du Pré-Saint-Gervais, fait en 1910 l'acquisition d'un terrain au 4, rue Paul-de-Kock.
La première pierre est bénie le 18 mars 1912 par le chanoine Lefebvre, archidiacre de Saint-Denis.
Le nouvel édifice est inauguré le 1er mai 1913, jour de l’Ascension, par le cardinal Amette.
Saint-Gervais-Saint-Protais sera alors désaffectée en 1920.

## Description
C'est un édifice de plan allongé, orienté à l'ouest, avec une nef divisée en quatre travées et un chevet plat.